# Piptadenia viridiflora
Piptadenia viridiflora,   surucucu o cari-cari  es una especie de leguminosa de la subfamilia Mimosoideae.
Se distribuye por México, Venezuela, Perú, Brasil, Bolivia, Colombia Argentina (provincia de Salta) y Paraguay.

## Nombres comunes
Llana quisca en Bolivia;  espinero,  icarapé, jacinto, soroca, surucucu en Brasil; jarca, vilcarán en Argentina.

## Usos
Leña, flora apícola, medicinal Es una especie cianogénica, que envenena a vertebrados.